# Indol
Indol (ind[igo] + lat. ol[eum]: ulje) ili benzopirol je heterociklički spoj sastavljen od benzenskoga i pirolskog prstena. Nastaje raspadanjem aminokiseline triptofana u probavnome traktu i ima ga u izmetinama. Nalazi se i u nekim eteričnim uljima (na primjer u jasminovu ulju), a služi u industriji mirisa i polazni je spoj za sintezu bojila i lijekova. Indolsku jezgru sadrži i niz drugih prirodnih organskih spojeva (indoli), na primjer skatol, serotonin, indoksil, indikan, indigo.

## Tetraklorizoindolinonski pigmenti
Tetraklorizoindolinonski pigmenti kratko su vrijeme na tržištu. To su kondenzacijski produkti aromatskih diamina s tetrakloriranim izoindolinonom. Boja tih pigmenata ovisi o vrsti aromatskog dijela diamina i može biti različitih žutih, narančastih i crvenih nijansi. Ti pigmenti nisu osjetljivi prema otapalima niti skloni migraciji, a postojani su na svjetlu i prema djelovanju atmosferilija. Stoga se primjenjuje u mnogim lakovima za vanjsku upotrebu i u bojenju polimernih materijala.